# ニクダー
ニクダー（ヘブライ語: נְקֻדָּה（無点表記：נקודה）、現代音：nekuda 、ティベリア式発音：nəqudâ 、「点」の意）とは、ヘブライ文字の上下に記される記号で、母音や読み方が2通りある文字の区別を表す。ニクダーは「点」を表すごく一般的な語なので、記号としてはニクダーよりも派生語ニクード（נִקּוּד（無点表記：נקוד）、現代音：nikud 、ティベリア式発音：niqqûd 、ラテン文字転写：niqqud, nikkud ＜ 聖書ヘブライ語：נְקֻדּוֹת（ニクダーの複数形より）、現代音：nekudot 、ティベリア式発音：nəqûdôt）を用いることが多い。
本来子音のみで表記されてきたヘブライ語の正確な発音を書き表すため、いくつかの母音表記方法が古くから考案されてきた。そのうち、イスラエルのティベリアで活動していたマソラ学者たちにより中世に考案されたこのニクダーこそが、今日最も広く使用されているほぼ唯一の母音表記方法である。
ニクダーは子音を表すヘブライ文字に比べ、小さな点で構成されている。これは、母音記号が表記されていない古いヘブライ語本文を書き直すことなく、直接記号を挿入できるようにするためである。
しかしながらヘブライ語を解さない人々にとって、ニクダーの表記は論争のもとともなった。旧約聖書に "יְהֹוָה" と記された神聖四文字の本当の発音が後代に分からなくなり、"Jehovah（エホバ）"と音訳されてきたが、近年では "Yahweh(ヤハウェ)"の発音が本来のものに近いとされている。

創世記1:9 "そして神は「水は一つの所に集まれ」と言われた。"
黒がヘブライ文字、赤がニクダー、青は朗読の際の節回しを表す記号

## 母音記号一覧表
現代ヘブライ語では発音上、/a/, /e/, /i/, /o/, /u/ の５つの母音が区別されているが、ニクダーの記号ではさらに多くの母音が表記上区別されている。下の表でそれを示す。
| 記号の名称 ヘブライ語 転写の例 | 記号の形 | 現代ヘブライ語の発音                                                    | 現代ヘブライ語の発音                                                    | 現代ヘブライ語の発音                                                    | ティベリア式 発音                                                       | ティベリア式 発音                                                       | 同音異綴/ 補助表記（マレー）                                            | Unicode 備考 |
| 記号の名称 ヘブライ語 転写の例 | 記号の形 | IPA                                                                     | 転写                                                                    | 近似英語音                                                              | IPA                                                                     | 転写                                                                    | 同音異綴/ 補助表記（マレー）                                            | Unicode 備考 |
| --- | -------- | ----------------------------------------------------------------------- | ----------------------------------------------------------------------- | ----------------------------------------------------------------------- | ----------------------------------------------------------------------- | ----------------------------------------------------------------------- | ----------------------------------------------------------------------- | --- |
| ヒリック חִירִיק hiriq | ִ         | [i] （短母音）                                                          | i                                                                       | seek                                                                    | [i(ː)]                                                                  | i / í                                                                   | י‌ִ                                                                       | U+05B4 (HIRIQ) 転写は ◌́ 付きが長音を表す                                                                                                   |
| ツェーレー צֵירֵי, צֵירֶה tsere, tseirei | ֵ         | [e̞] （長母音）                                                          | e                                                                       | men                                                                     | [eː]                                                                    | ē                                                                       | י, ֵה, ֵא‌ֵ                                                                 | U+05B5 (TSERE) マレーは日常語では ei [e̞i] になる                                                                                           |
| セゴール סֶגוֹל segol | ֶ         | [e̞] （短母音）                                                          | e                                                                       | men                                                                     | [ɛ(ː)]                                                                  | e / é                                                                   | י, ֶה, ֶא‌ֶ                                                                 | U+05B6 (SEGOL) 転写は ◌́ 付きが長音を表す。 י‌ֶ は日常語では ei [e̞i] になる                                                                   |
| パタフ・グヌヴァ פַּתָּח patach g'nuvah | חַ        | [aħ]                                                                    | ach                                                                     | far                                                                     | [aħ]                                                                    | aḥ                                                                      | -                                                                       | U+05B7 (PATAH) 「盗まれたパタフ」の意。語末のみ。 子音の後ではなく前に母音を挿入する                                                       |
| パタフ・グヌヴァ פַּתָּח patach g'nuvah | הַּ        | [ah]                                                                    | ah                                                                      | far                                                                     | [a]                                                                     | ah                                                                      | -                                                                       | U+05B7 (PATAH) 「盗まれたパタフ」の意。語末のみ。 子音の後ではなく前に母音を挿入する                                                       |
| パタフ・グヌヴァ פַּתָּח patach g'nuvah | עַ        | [aʕ]                                                                    | a‘                                                                      | far                                                                     | [aʕ]                                                                    | a‘                                                                      | -                                                                       | U+05B7 (PATAH) 「盗まれたパタフ」の意。語末のみ。 子音の後ではなく前に母音を挿入する                                                       |
| パタフ פַּתָּח patach, patah | ַ         | [a] （短母音）                                                          | a                                                                       | far                                                                     | [a(ː)]                                                                  | a / á                                                                   | ה, ַא‌ַ                                                                    | U+05B7 (PATAH) 転写は ◌́ 付きが長音を表す                                                                                                   |
| カマツ（・ガドル） קָמַץ (גָּדוֹל) kamatz/kamats (gadol) | ָ         | [a] （長母音）                                                          | a                                                                       | far                                                                     | [ɑː]                                                                    | ā                                                                       | ה, ָא‌ָ                                                                    | U+05B8 (QAMATS) 「（大きい）カマツ」の意。下の条件以外の場合                                                                               |
| カマツ・カタン קָמַץ קָטָן kamatz/kamats katan | ָ         | [o̞] （短母音）                                                          | o                                                                       | cone                                                                    | [ɑ]                                                                     | o                                                                       | -                                                                       | U+05B8 (QAMATS) 「小さいカマツ」の意。ハタフ・カマツの前か、 無強勢音節内の無母音の子音の前                                                |
| ホラム חוֹלָם holam | ֹ◌ ※      | [o̞] （長母音）                                                          | o                                                                       | cone                                                                    | [oː]                                                                    | ō                                                                       | וֹ , ◌ֹה, ◌ֹא‌◌                                                             | U+05B9 (HOLAM (HASER)) (ֹ)（ゼロ幅文字） ※見出しでは便宜的に ◌ を土台にしている。 現代語では同音語の区別に用いる。 וֹ‌◌ では ו の上に点を打つ |
| クブツ קֻבּוּץ kubutz/kubuts | ֻ         | [u] 短母音                                                              | u                                                                       | cool                                                                    | [u(ː)]                                                                  | u / ú                                                                   | -                                                                       | U+05BB (QUBUTS) 現代語では同音語の区別に用いる                                                                                             |
| シュルク שׁוּרוּק shuruk | וּ◌       | [u] （長母音）                                                          | u                                                                       | cool                                                                    | [uː]                                                                    | ū                                                                       | וּה, ◌וּא◌                                                                | ו + U+05BC (DAGESH, MAPIQ, OR SHURUQ) |
| 文字の下に2つ縦に並んだ点はシュヴァー（「空虚」の意）。基本的に喉音 (א, ה, ח, ע, ר) に付いて、 短い曖昧母音として発音され、また組み合わされた母音を非常に短くする（最短母音）。ハタフは「さらわれた」の意。 |          |                                                                         |                                                                         |                                                                         |                                                                         |                                                                         |                                                                         | |
| シュヴァー・ナア שְׁוָא נָע shva na | ְ         | [ə]                                                                     | e                                                                       | －                                                                      | [ə]                                                                     | ə                                                                       | -                                                                       | U+05B0 (SHEVA) 「動くシュヴァー」の意。語頭、ダゲッシュ・ハザク付き文字、 シュヴァー・ナフの直後                                           |
| シュヴァー・ナフ שְׁוָא נָח shva nach | ְ         | [ʔ]                                                                     | ’ / Ø                                                                   | －                                                                      | [ʔ]                                                                     | ’ / Ø                                                                   | -                                                                       | U+05B0 (SHEVA) 「休むシュヴァー」の意。条件は上記以外。ただし現代語では 語頭およびダゲッシュ・ハザク付き文字でも無母音化                   |
| シュヴァー・メラヘフ שְׁוָא מְרַחֵף shva merachef | ְ         | ※活用や曲用によって有音化したり無音化したりするもの。                   | ※活用や曲用によって有音化したり無音化したりするもの。                   | ※活用や曲用によって有音化したり無音化したりするもの。                   | ※活用や曲用によって有音化したり無音化したりするもの。                   | ※活用や曲用によって有音化したり無音化したりするもの。                   | ※活用や曲用によって有音化したり無音化したりするもの。                   | U+05B0 (SHEVA) 「ふらふらするシュヴァー」の意。シュヴァー・ナアの条件以外の、 短母音付き文字の後。ダゲッシュ・カル付き文字は後続しない     |
| シュヴァー・ガイヤー שְׁוָא גַּעְיָה shva ga‘ya | בְֽ ※      | ※短くされた母音が元の長さにもどることを表す。                           | ※短くされた母音が元の長さにもどることを表す。                           | ※短くされた母音が元の長さにもどることを表す。                           | ※短くされた母音が元の長さにもどることを表す。                           | ※短くされた母音が元の長さにもどることを表す。                           | ※短くされた母音が元の長さにもどることを表す。                           | U+05B0 (SHEVA) + U+05BD (ְֽ) ※見出しでは便宜上 ב を土台にしている。 「唸るシュヴァー」の意。縦棒はメテグ (מֶתֶג)。                             |
| ハタフ・ヒリック חֲטַף חִירִיק hataf hiriq | בְִ ※      | [i]                                                                     | i                                                                       | it                                                                      | [ĭ]                                                                     | ĭ                                                                       | -                                                                       | U+05B0 (SHEVA) + U+05B4 (HIRIQ) (ְִ) ※見出しでは便宜上 ב を土台にしている。 シュワーとヒリックの組合せ。非常に稀                             |
| ハタフ・セゴール חֲטַף סֶגוֹל hataf segol | ֱ         | [e]                                                                     | e                                                                       | men                                                                     | [ɛ̆]                                                                     | ĕ                                                                       | -                                                                       | U+05B1 (HATEF SEGOL) シュワーとセゴールの組合せ                                                                                            |
| ハタフ・パタフ חֲטַף פַּתָּח hataf patach | ֲ         | [a]                                                                     | a                                                                       | far                                                                     | [ă]                                                                     | ă                                                                       | -                                                                       | U+05B2 (HATEF PATAH) シュワーとパタフの組合せ                                                                                              |
| ハタフ・カマツ חֲטַף קָמָץ hataf kamatz | ֳ         | [o]                                                                     | o                                                                       | cone                                                                    | [ɑ̆]                                                                     | ŏ                                                                       | -                                                                       | U+05B3 (HATEF QAMATS) シュワーとカマツの組合せ                                                                                             |
| 以下は主に子音の違いを表す記号だが、ラフェの一部は母音の長短を表している。 |          |                                                                         |                                                                         |                                                                         |                                                                         |                                                                         |                                                                         | |
| シン שׁי״ן (ימינית) shin dot | שׁ        | [ʃ]                                                                     | sh                                                                      | shop                                                                    | [ʃ]                                                                     | š                                                                       | -                                                                       | ש + U+05C1 (SHIN DOT) 「右（点）のシン」の意。ש が sh であることを表す                                                                     |
| スィン שׂי״ן (שמאלית) sin dot | שׂ        | [s]                                                                     | s                                                                       | sour                                                                    | [s]                                                                     | s                                                                       | -                                                                       | ש + U+05C2 (SIN DOT) 「左（点）のスィン」の意。ש が s であることを表す。 元来は ś [ɬ] の音                                                 |
| ダゲッシュ・カル דָּגֵשׁ קַל dagesh kal | בּ        | [b]                                                                     | b                                                                       | bun                                                                     | [b]                                                                     | b                                                                       | -                                                                       | U+05BC (DAGESH, MAPIQ, OR SHURUQ) 「弱いダゲッシュ」の意。破裂音を表す                                                                     |
| ダゲッシュ・カル דָּגֵשׁ קַל dagesh kal | גּ        | [g]                                                                     | g                                                                       | gasp                                                                    | [g]                                                                     | g                                                                       | -                                                                       | U+05BC (DAGESH, MAPIQ, OR SHURUQ) 「弱いダゲッシュ」の意。破裂音を表す                                                                     |
| ダゲッシュ・カル דָּגֵשׁ קַל dagesh kal | דּ        | [d]                                                                     | d                                                                       | admit                                                                   | [d̪]                                                                     | d                                                                       | -                                                                       | U+05BC (DAGESH, MAPIQ, OR SHURUQ) 「弱いダゲッシュ」の意。破裂音を表す                                                                     |
| ダゲッシュ・カル דָּגֵשׁ קַל dagesh kal | כּ, ךּ     | [k]                                                                     | k                                                                       | kangaloo                                                                | [k]                                                                     | k                                                                       | -                                                                       | U+05BC (DAGESH, MAPIQ, OR SHURUQ) 「弱いダゲッシュ」の意。破裂音を表す                                                                     |
| ダゲッシュ・カル דָּגֵשׁ קַל dagesh kal | פּ        | [p]                                                                     | p                                                                       | pass                                                                    | [p]                                                                     | p                                                                       | -                                                                       | U+05BC (DAGESH, MAPIQ, OR SHURUQ) 「弱いダゲッシュ」の意。破裂音を表す                                                                     |
| ダゲッシュ・カル דָּגֵשׁ קַל dagesh kal | תּ        | [t]                                                                     | t                                                                       | talent                                                                  | [t̪]                                                                     | t                                                                       | -                                                                       | U+05BC (DAGESH, MAPIQ, OR SHURUQ) 「弱いダゲッシュ」の意。破裂音を表す                                                                     |
| ダゲッシュ・ハザク דָּגֵשׁ חָזָק dagesh hazak | ּ         | ※長子音化（二重子音化）を表す。 喉音 (א, ה, ח, ע, ר) には原則付かない。 | ※長子音化（二重子音化）を表す。 喉音 (א, ה, ח, ע, ר) には原則付かない。 | ※長子音化（二重子音化）を表す。 喉音 (א, ה, ח, ע, ר) には原則付かない。 | ※長子音化（二重子音化）を表す。 喉音 (א, ה, ח, ע, ר) には原則付かない。 | ※長子音化（二重子音化）を表す。 喉音 (א, ה, ח, ע, ר) には原則付かない。 | ※長子音化（二重子音化）を表す。 喉音 (א, ה, ח, ע, ר) には原則付かない。 | U+05BC (DAGESH, MAPIQ, OR SHURUQ) 「強いダゲッシュ」の意。                                                                                 |
| マピク מַפִּיק mappiq | הּ        | [h]                                                                     | h                                                                       | high                                                                    | [h]                                                                     | h                                                                       | -                                                                       | U+05BC (DAGESH, MAPIQ, OR SHURUQ) 語末のみ。補助記号ではなく子音であることを表す                                                           |
| マピク מַפִּיק mappiq | אּ        | [ʔ]                                                                     | ’                                                                       | -                                                                       | [ʔ]                                                                     | ’                                                                       | -                                                                       | U+05BC (DAGESH, MAPIQ, OR SHURUQ) 語末のみ。補助記号ではなく子音であることを表す                                                           |
| ラフェ רפה rafe, raphe | בֿ        | ([v])                                                                   | (v)                                                                     | vote                                                                    | [v]                                                                     | w                                                                       | -                                                                       | U+05BF (RAPHE) イディッシュ語等で見られる。 ダゲッシュ・カルの反対。摩擦音を表す                                                           |
| ラフェ רפה rafe, raphe | גֿ        | ([ɣ])                                                                   | (gh)                                                                    | -                                                                       | [ɣ]                                                                     | ḡ                                                                       | -                                                                       | U+05BF (RAPHE) イディッシュ語等で見られる。 ダゲッシュ・カルの反対。摩擦音を表す                                                           |
| ラフェ רפה rafe, raphe | דֿ        | ([ð])                                                                   | (dh)                                                                    | this                                                                    | [ð]                                                                     | ḏ                                                                       | -                                                                       | U+05BF (RAPHE) イディッシュ語等で見られる。 ダゲッシュ・カルの反対。摩擦音を表す                                                           |
| ラフェ רפה rafe, raphe | כֿ, ךֿ     | ([χ])                                                                   | (kh)                                                                    | -                                                                       | [x]                                                                     | ḵ                                                                       | -                                                                       | U+05BF (RAPHE) イディッシュ語等で見られる。 ダゲッシュ・カルの反対。摩擦音を表す                                                           |
| ラフェ רפה rafe, raphe | פֿ        | ([f])                                                                   | (f)                                                                     | fill                                                                    | [f]                                                                     | f                                                                       | -                                                                       | U+05BF (RAPHE) イディッシュ語等で見られる。 ダゲッシュ・カルの反対。摩擦音を表す                                                           |
| ラフェ רפה rafe, raphe | תֿ        | ([θ])                                                                   | (th)                                                                    | thin                                                                    | [θ]                                                                     | ṯ                                                                       | -                                                                       | U+05BF (RAPHE) イディッシュ語等で見られる。 ダゲッシュ・カルの反対。摩擦音を表す                                                           |
| ラフェ רפה rafe, raphe | ֿ         | ※短子音化（単子音化）を表す。                                           | ※短子音化（単子音化）を表す。                                           | ※短子音化（単子音化）を表す。                                           | ※短子音化（単子音化）を表す。                                           | ※短子音化（単子音化）を表す。                                           | ※短子音化（単子音化）を表す。                                           | U+05BF (RAPHE) イディッシュ語等で見られる。ダゲッシュ・ハザクの反対                                                                        |
| ラフェ רפה rafe, raphe | הֿ        | [Ø]                                                                     | Ø                                                                       | -                                                                       | [Ø]                                                                     | Ø                                                                       | -                                                                       | U+05BF (RAPHE) イディッシュ語等で見られる。無音化。マピクの反対                                                                            |
| ラフェ רפה rafe, raphe | אֿ        | [Ø]                                                                     | Ø                                                                       | -                                                                       | [Ø]                                                                     | Ø                                                                       | -                                                                       | U+05BF (RAPHE) イディッシュ語等で見られる。無音化。マピクの反対                                                                            |

- 注 1：「記号の形」列では、"ש", "ו", "ה" などのある欄は特定のニクダーとの組合せが決まっているため、そのまま表示している。
- 注 2：「同音異綴/補助表記（マレー）」列は、同音を示す別綴りであり、ニクダーを略す表記（後述）において子音を補助記号とする場合にも用いる。各呼称は「記号名・マレー」（מָלֵא「満たされた」）。
- 注 3：母音の長短は、現代ヘブライ語の日常会話では発音上区別されない。
- 注 4：ダゲッシュ、シュルク、マピクは、Unicodeでは同じ記号を当てられている上、見かけもほぼ同じだが、別の記号である。
- 注 5：記号の名称の日本語表記は、日本ヘブライ文化協会『現代ヘブライ語辞典』(2006) ISBN 978-4990208318 を参照した。

## ニクダーなしでヘブライ語を表記する際の規則
現代のイスラエルにおけるヘブライ語の正書法では、ニクダーは辞書や詩、児童や新しい移民向けの書籍などの特別なものを除き、表記されることはまれである。そのため、誤って読まれるおそれを避けるために、ヘブライ語で「クティヴ・マレー」（ヘブライ語: כתיב מלא, ktiv male）という、ニクダなしの正書法が発展した。この正書法は、1996年にヘブライ言語アカデミーにより公式に「ニクダなし表記の法則」(כללי הכתיב חסר הניקוד) としてまとめられた。
主な要点は以下のとおり。
- ニクダーありの表記で母音補助記号として使用されている子音文字がある場合は、ニクダーなしの表記でもその子音文字をそのまま表記する。
- 母音補助記号として使用されている子音文字がない綴りの母音 /i/ を表す「ヒリック」は "י"（ヨッド）に置き換える。ただし、母音なしのシュワーの直前の「ヒリック」は "י" に置き換えない。また、前置詞「～と共に」"[ʕ]im, עִם"、接続詞「もし～ならば」"im, אִם" の「ヒリック」は置き換えない。
- 母音補助記号として使用されている子音文字がない綴りの母音 /o/, /u/ を表す全ての母音記号は "ו"（ヴァヴ）に置き換える。

ただし、「ハタフ・カマツ」は "ו" に置き換えない場合も多い。また、単語「全ての」"kol, כָל" の「カマツ」も "ו" に置き換えない。
- 子音として用いられている "י"（ヨッド）や "ו"（ヴァヴ）は、語頭、語末以外では "יי" や "וו" のように文字を重ねて表記する。

ただし、1つの単語で "י"（ヨッド）や "ו"（ヴァヴ）が3つ以上重なることはない。
- 複数形名詞に付く所有接尾辞「私の～」/-ay/ および、名詞の双数形語尾 /-aym/ は、それぞれ "יים"、"-יי-" とヨッドを重ねて表記する。
- 固有名詞では以上の規則は適用されず、ニクダーなしの表記でも "י"（ヨッド）や "ו"（ヴァヴ）は挿入されない。